# Nélson Pereira
Nélson Alexandre Gomes Pereira (Torres Vedras, 20 de Outubro de 1975), é um ex-futebolista português que jogava como guarda-redes
.
Nélson passou a maior parte da sua carreira no Sporting onde apesar da simpatia que recolhia entre as pessoas, nunca foi reconhecido como um indiscutível. No seu palmarés ja conta com dois Campeonatos Nacionais e uma Taça de Portugal.
Antes de chegar ao Sporting em 1997, representava o Torreense, passando pelas camadas jovens do clube de Torres Vedras. Depois de 9 anos no clube de Alvalade, rumou a Setúbal para representar o Vitória Futebol Clube a titulo de empréstimo. Depois de 9 jogos disputados pelos sadinos, Nélson transferiu-se em 2007 para o Estrela da Amadora, onde foi titular sob a orientação de Dauto Faquirá.
Em Julho de 2009 foi anunciada pelo Belenenses a sua contratação onde permaneceu até 2013, ano em que pendurou as luvas e retirou-se do futebol profissional.
Foi vereador da Câmara Municipal de Torres Vedras, pelo Partido Socialista sem pelouros.